# NADPH dehidrogenaza (hinon)
NADPH dehidrogenaza (hinon) (EC 1.6.5.10, redukovani nikotinamid adenin dinukleotid fosfat (hinon) dehidrogenaza, NADPH oksidaza, NADPH2 dehidrogenaza (hinon)) je enzim sa sistematskim imenom NADPH:(hinon-akceptor) oksidoreduktaza. Ovaj enzim katalizuje sledeću hemijsku reakciju
+ + hinon {\displaystyle \rightleftharpoons } + + hinol
Ovaj enzim je flavoprotein. Enzim iz Escherichia coli je specifičan za NADPH i najaktivniji je na hinonskim derivatima.

## Literatura
- Nicholas C. Price; Lewis Stevens (1999). Fundamentals of Enzymology: The Cell and Molecular Biology of Catalytic Proteins (Third изд.). USA: Oxford University Press. ISBN 019850229X.
- Eric J. Toone (2006). Advances in Enzymology and Related Areas of Molecular Biology, Protein Evolution (Volume 75 изд.). Wiley-Interscience. ISBN 0471205036.
- Branden C; Tooze J. Introduction to Protein Structure. New York, NY: Garland Publishing. ISBN 0-8153-2305-0.
- Irwin H. Segel. Enzyme Kinetics: Behavior and Analysis of Rapid Equilibrium and Steady-State Enzyme Systems (Book 44 изд.). Wiley Classics Library. ISBN 0471303097.

## Spoljašnje veze
- NADPH+dehydrogenase+(quinone) на 